# Bassas da India
Bassas da India ist ein unbewohntes Atoll im Indischen Ozean, westlich von Madagaskar in der südlichen Straße von Mosambik gelegen. Politisch gehört es zu den Îles Éparses, einem Distrikt des französischen Überseegebiets Terres australes et antarctiques françaises.

## Geographie
Bassas da India liegt im südwestlichen Indischen Ozean, ungefähr 430 km östlich der zu Mosambik gehörenden Insel Bazaruto, 380 km westlich des madagassischen Küstenorts Morombe und 110 km nordwestlich der ebenfalls zu den Îles Éparses zählenden Insel Europa. Das über einem erloschenen submarinen Vulkan befindliche Atoll mit einem Durchmesser von 10,5 km besteht aus einem aus Steinkorallen gebildeten Riff, das eine flache, bis maximal 14 m tiefe Lagune umschließt. Das gesamte Atoll nimmt eine Fläche von 86,5 km² ein; die Landfläche der mehr als zehn winzigen Inselchen beträgt jedoch insgesamt nur etwa 0,2 km².
Das Atoll erhebt sich bei Niedrigwasser lediglich etwa 1,20 m über die Meeresoberfläche und wird bei Hochwasser bis auf einige Korallenfelsen im Norden beinahe vollständig überflutet. Es bietet deshalb weder für Landpflanzen noch für Landtiere Lebensraum. Aus demselben Grund gibt es keinerlei menschengemachte Infrastruktur. Die reichhaltige Unterwasserfauna ist noch wenig erforscht; bisher wurden 301 Arten von Knochenfischen und 10 Arten von Haien erfasst, darunter der gefährdete Weißspitzen-Hochseehai und der ebenfalls bedrohte Bogenstirn-Hammerhai. Die umgebenden Gewässer erreichen eine Tiefe von etwa 3000 m.

## Geschichte
Bassas da India wurde am Beginn des 16. Jahrhunderts von dem portugiesischen Seefahrer Gaspero Gonsuales entdeckt und von ihm Baixo da India genannt.
Im Jahr 1585 sank die portugiesische Karacke Santiago mit 400.000 Silbertalern an Bord nahe Bassas da India. Nachdem 1987 eine erste Suchexpedition gescheitert war, machte sich 2011 erneut ein Forschungsteam mit dem größten französischen Meeresforschungsschiff Marion Dufresne auf, das Wrack zu untersuchen, musste aber feststellen, dass dieses nahezu vollständig geplündert worden war.

## Politik und Verwaltung
Am 31. Oktober 1897 wurde die Inbesitznahme durch Frankreich „in Ausführung des Gesetzes vom 6. August 1896“ offiziell verkündet. Wie die übrigen Îles Éparses wird das Atoll seit 2005 vom Präfekten und obersten Verwalter der französischen Süd- und Antarktisgebiete verwaltet. Mit Gesetz vom 21. Februar 2007 wurde Bassas da India gemeinsam mit den anderen Îles Éparses als fünfter Distrikt in die französischen Süd- und Antarktisgebiete eingegliedert. Davor war es seit 1960 vom Präfekten des Übersee-Départements Réunion verwaltet worden, ohne selbst zu Réunion zu gehören.
Die ausschließliche Wirtschaftszone (AWZ), die unmittelbar an diejenige der Insel Europa angrenzt, erstreckt sich über eine Fläche von 123.700 km².
Seit seiner Unabhängigkeit im Jahr 1960 erhebt Madagaskar Anspruch auf das Atoll.